# Рошен
Рошен (укр. Рошен) украјински је произвођач кондиторских производа са седиштем у Кијеву. Рошенови производи углавном се продају на тржишту источне Европе.

## Име
Компанија је добила назив по презимену оснивача - Порошенко.

## Производи
Рошен се бави производњом кондиторских производа: бомбоњера, чоколада, торти, галета и сл.

## Промене производне мреже
Рошен је затворио своју кондиторску фабрику у Мариупољу 2015. године, а уведена је и забрана извоза у Русију.